# Hacelia capensis
Hacelia capensis är en sjöstjärneart som beskrevs av Ole Theodor Jensen Mortensen 1925. Hacelia capensis ingår i släktet Hacelia och familjen Ophidiasteridae. Inga underarter finns listade i Catalogue of Life.